# 베러티
"베러티"(영어: Verity)는 2026년 개봉 예정인 미국의 심리 로맨스 스릴러 영화이다. 마이클 쇼월터가 감독을 맡았으며, 콜린 후버의 동명 소설이 영화의 원작이다.